# Tuffi ai campionati europei di nuoto 2018 - Trampolino 3 metri femminile
Il concorso dei tuffi dal trampolino 3 metri femminile dei Campionati europei di nuoto 2018 si è svolto il'11 agosto 2018 alla Royal Commonwealth Pool di Edimburgo.
La competizione è stata vinta dalla britannica Grace Reid che ha preceduto in finale la connazionale Alicia Blagg, argento, e la tedesca Tina Punzel, bronzo.

## Risultati
Il turno preliminare è iniziato alle 09:30. La finale si è svolta alle 17:00.
In verde sono indicati i finalisti
| Class   | Tuffatore          | Nazione       | Preliminare | Preliminare | Finale          | Finale          |
| Class   | Tuffatore          | Nazione       | Punti       | Class       | Punti           | Class           |
| ------- | ------------------ | ------------- | ----------- | ----------- | --------------- | --------------- |
| Oro     | Grace Reid         | Gran Bretagna | 315.70      | 2           | 329.40          | 1               |
| Argento | Alicia Blagg       | Gran Bretagna | 294.45      | 4           | 327.70          | 2               |
| Bronzo  | Tina Punzel        | Germania      | 290.05      | 6           | 324.65          | 3               |
| 4       | Viktorija Kesar    | Ucraina       | 297.45      | 3           | 282.60          | 4               |
| 5       | Michelle Heimberg  | Svizzera      | 269.30      | 9           | 274.20          | 5               |
| 5       | Nadežda Bažina     | Russia        | 293.40      | 5           | 274.20          | 5               |
| 7       | Chiara Pellacani   | Italia        | 278.50      | 7           | 274.00          | 7               |
| 8       | Kaja Skrzek        | Polonia       | 239.45      | 12          | 261.35          | 8               |
| 9       | Hanna Pysmenska    | Ucraina       | 277.65      | 8           | 259.30          | 9               |
| 10      | Alena Khamulkina   | Bielorussia   | 256.10      | 10          | 258.00          | 10              |
| 11      | Mariia Poliakova   | Russia        | 318.65      | 1           | 256.45          | 11              |
| 12      | Elena Bertocchi    | Italia        | 253.90      | 11          | 255.55          | 12              |
| 13      | Daniella Nero      | Svezia        | 234.50      | 13          | Did not advance | Did not advance |
| 14      | Lena Hentschel     | Germania      | 233.55      | 14          | Did not advance | Did not advance |
| 15      | Inge Jansen        | Paesi Bassi   | 231.20      | 15          | Did not advance | Did not advance |
| 16      | Lauren Hallaselkä  | Finlandia     | 227.00      | 16          | Did not advance | Did not advance |
| 17      | Selina Staudenherz | Austria       | 213.25      | 17          | Did not advance | Did not advance |
| 18      | Jessica Favre      | Svizzera      | 206.95      | 18          | Did not advance | Did not advance |
| 19      | Genevieve Green    | Lituania      | 198.70      | 19          | Did not advance | Did not advance |
| 20      | Indrė Girdauskaitė | Lituania      | 191.80      | 20          | Did not advance | Did not advance |
| 21      | Helle Tuxen        | Norvegia      | 170.65      | 21          | Did not advance | Did not advance |